# Гыстаров, Фархад Рауфович
Фархад Рауфович Гыстаров (род. 21 ноября 1994, Ростов-на-Дону) — российский футболист, полузащитник.

## Биография
Родился 21 ноября 1994 года в Ростове-на-Дону. По национальности — аварец, его родители родом из села Габагчель Балакенского района Азербайджана.
С пяти лет занимался в футбольной школе местного СКА. Первый тренер — Александр Александрович Лысяк. В 2010 году, когда ему ещё не было и 16, был приглашён в команду СКА. Дебютировал за основную команду 31 августа 2010 в матче против команды ФАЮР, выйдя на замену на 90-й минуте встречи. Перед началом сезона 2012/13 СКА из-за финансовых проблем принял решение выйти из состава участников ПФЛ, после чего Гыстаров подписал контракт со ставропольским «Динамо».. В 2016 году на один сезон вернулся в СКА. В январе 2017 года отправился в азербайджанский «Сумгаит», за который сыграл 8 матчей в высшей лиге. Летом того же года вернулся в Россию, где подписал контракт с клубом «Машук-КМВ». С 2019 по 2020 год выступал за грузинский «Рустави».
С 1 июля 2020 года выступает в составе СКА из Ростова-на-Дону, выступающем в чемпионате ПФЛ. Летом 2021 года после истечения контракта со СКА, Фархад перешёл в футбольный клуб Чайка, где играет по сей день и является капитаном команды и одним из ведущих игроков лиги.

## Семья
Младший брат Расул также является профессиональным футболистом, ныне играет за «Уфу». Двоюродный брат Фуад Гейдаров также был футболистом, выступал за клубы ПФЛ.